# Ľubomír Andrassy
Ľubomír Andrassy (* 25. února 1973, Levoča) je slovenský politik a bývalý poslanec NR SR za SDĽ ve volebním období 1998 až 2002. Nastoupil do parlamentu jako náhradník za poslance Milana Ftáčnika, který byl jmenován členem vlády Slovenské republiky. V letech 2002 až 2006 působil jako poslanec zastupitelstva města Spišská Nová ves. Později se stal členem strany SMER-SD.